# Кіселево (Куявсько-Поморське воєводство)
Кіселево (пол. Kisielewo, нім. Kieselhof) — село в Польщі, у гміні Добжинь-над-Віслою Ліпновського повіту Куявсько-Поморського воєводства.
Населення — 135 осіб (2011).
У 1975-1998 роках село належало до Влоцлавського воєводства.

## Демографія
Демографічна структура станом на 31 березня 2011 року:
|          | Загалом | Допрацездатний вік | Працездатний вік | Постпрацездатний вік |
| -------- | ------- | ------------------ | ---------------- | -------------------- |
| Чоловіки | 72      | 15                 | 52               | 5                    |
| Жінки    | 63      | 17                 | 36               | 10                   |
| Разом    | 135     | 32                 | 88               | 15                   |